# Emanuel Rego
Emanuel Fernando Scheffer Rego (* 15. dubna 1973 Curitiba) je bývalý brazilský plážový volejbalista.
Začínal s šestkovým volejbalem, od roku 1994 startoval ve FIVB Beach Volleyball World Tour. Zúčastnil se v letech 1996 až 2012 pěti olympijských her; v roce 2004 získal ve dvojici s Ricardem Santosem zlatou medaili a v roce 2008 skončili třetí, v roce 2012 hrál s Alisonem Ceruttim a obsadili druhé místo. Je také mistrem světa z let 1999, 2003 a 2011, vyhrál Panamerické hry 2007 a 2011 a celkové pořadí World Tour 1996, 1997, 1999, 2001, 2003, 2004, 2005, 2006, 2007 a 2011. Získal cenu pro největší osobnost World Tour v letech 2005, 2010, 2011, 2012 a 2014. Je rekordmanem v počtu vyhraných turnajů, Mezinárodní volejbalová federace mu udělila cenu pro nejlepšího beachvolejbalistu devadesátých let a v roce 2016 byl uveden do Volejbalové síně slávy. Kariéru ukončil v roce 2016.
Jeho manželkou je olympijská medailistka v plážovém volejbale Leila Barrosová.